# Марс Клаймат Орбитър
Марс Клаймат Орбитър (на английски: Mars Climate Orbiter) е един от двата кораба, другия е Марс Полър Лендър от програмата Марс Сървейър. Двете мисии били проектирани да изучават марсианското време, климат, нива на вода и въглероден диоксид, за да разберат източника, поведението, атмосферната роля на бързо изпаряващите се химически вещества и да търсят доказателство за дългосрочните и епизодичните климатични промени. Комуникацията с кораба била изгубена преди навлизането в атмосферата на Марс.
Марс Клаймат Орбитър според замисъла трябвало да навлезе в орбита с височина 140-150 км над Марс. Обаче навигационна грешка накарала апарата да достигне височина 57 км. Апарата бил унищожен от атмосферно напрежение и триенето на тази ниска височина. Навигационната грешка се получила, защото фирмата, с която НАСА е сключила договор (Локхийд Мартин) използвала имперски единици (паунд-секунда) вместо метрични единици (нютон-секунда), както е уточнено от НАСА.